# Rilany
Rilany Aguiar da Silva, conhecida simplesmente como Rilany (nascida em 26 de junho de 1986, em Jacareí), é um ex-jogadora de futebol profissional brasileira que jogou como zagueira pela seleção feminina do Brasil e por diversos clubes no Brasil, Suécia, Islândia, Espanha e Portugal.[carece de fontes?]

## Carreira
Rilany foi transferida da Ferroviária para o Tyresö em janeiro de 2014, como uma das quatro brasileiras a ingressar no clube sueco.
Rilany foi suplente não utilizada na derrota do Tyresö por 4-3 para o Wolfsburg, na final da UEFA Women's Champions League de 2014. Tyresö tornou-se insolvente em 2014 e foi expulsa da temporada Damallsvenskan de 2014, eliminando todos os seus resultados e tornando todos os seus jogadores agentes livres. O Conselho Administrativo do Condado de Estocolmo publicou os salários das jogadoras, mostrando que Rilany recebia um salário médio em SEK de 37.170 por mês.
Apesar do interesse de outros clubes estrangeiros, ela concordou em retornar à Ferroviária em julho de 2014. Após passagens por Grindavík e Atlético de Madrid, Rilany assinou pelo Benfica em dezembro de 2018. Ela havia assinado com o Atlético em julho de 2018, mas seu contrato foi cancelado em outubro de 2018 sem que ela jogasse pelo time.
No mesmo ano, foi anunciada como jogadora da Islândia na Copa do Mundo.

## Carreira internacional

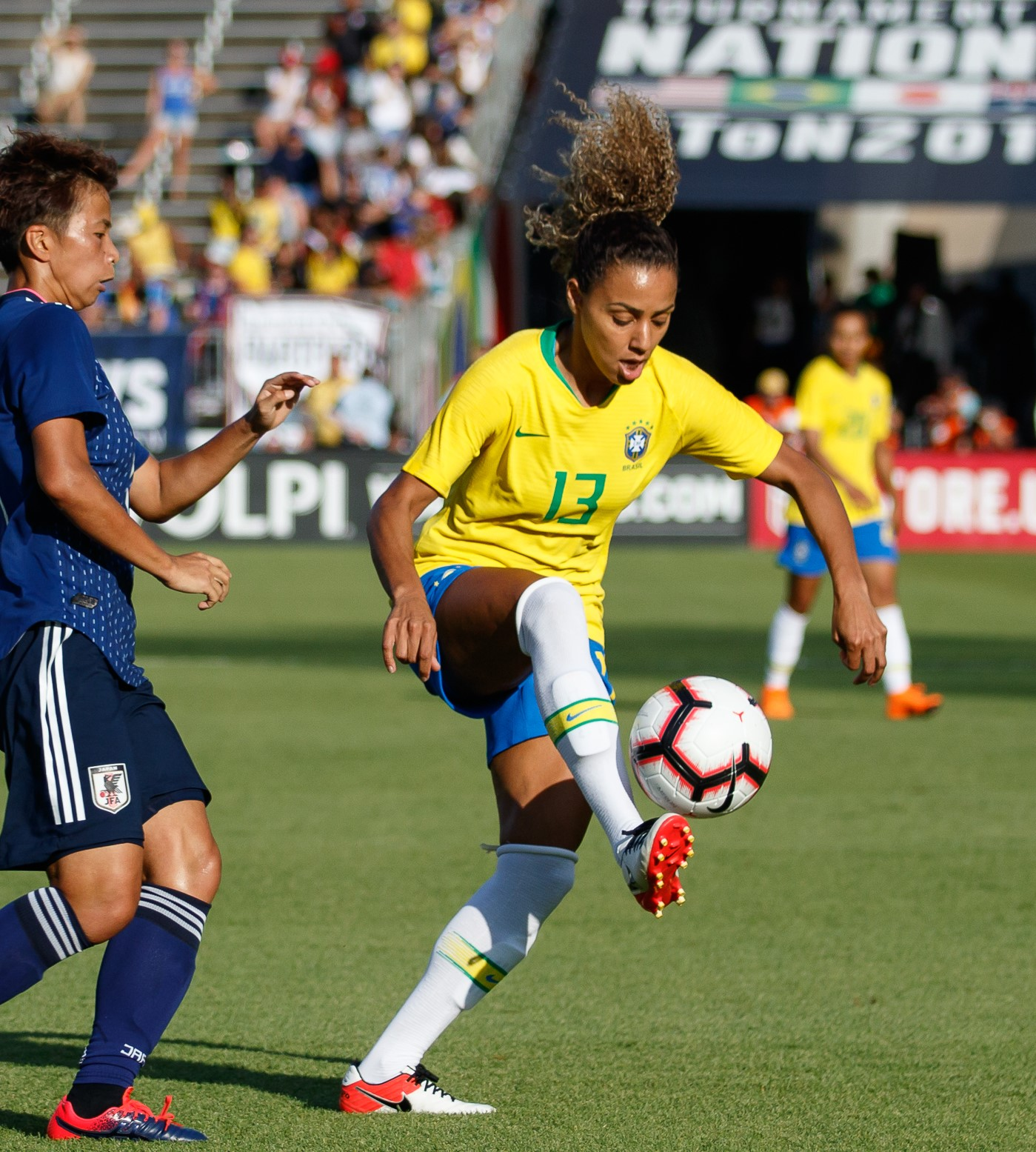
Rilany jogando pelo Brasil em 2018

A estreia sênior de Rilany pelo Brasil veio em novembro de 2013; em uma derrota por 4-1 para os Estados Unidos, no Florida Citrus Bowl Stadium.

## Prêmios
Benfica[carece de fontes?]
- Campeonato Nacional II Divisão Feminino: 2018–19
- Taça de Portugal Feminina: 2018–19

Internacional[carece de fontes?]
- Copa América Feminina: 2018